# 5 avril 1979

## Naissances
- Mitsuo Ogasawara, footballeur japonais
- Timo Hildebrand, footballeur allemand
- Song Dae-nam judoka sud-coréen
- Vlada Avramov footballeur serbe
- Josh Boone, réalisateur et scénariste américain
- Elvis Vermeulen, rugbyman français
- Andrius Velička, footballeur lituanien
- Barel Mouko, footballeur congolais
- Chen Yanqing, haltérophile chinoise
- Imany, mannequin et chanteuse française
- Pavel Kharchik, footballeur turkmène et russe
- Cesare Natali, footballeur italien
- Todd Berger, acteur, scénariste et réalisateur américain
- Guillaume Philippon, athlète français
- Peet Massé, artiste peintre québécois
- Alexander Resch, lugeur allemand
- Marc-André Fournier, joueur de hockey sur glace québécois

## Décès
- Whitney Straight (né le 6 novembre 1912), pilote automobile
- Eugène Gabritschevsky (né le 3 décembre 1893), biologiste et peintre

## Autres événements
- En Espagne, fin du Gouvernement Suárez II et début du Gouvernement Suárez III
- Sortie OVA du manga Unico
- Sortie de l'album Evolution album de Journey
- Premier match de Jesse Orosco
- L'église de Saint-Jean-du-Bouzet est inscrite au titre des monuments historiques